# Adam Krzymowski
Adam Krzymowski (ur. 6 listopada 1973 w Białymstoku) – polski naukowiec, politolog specjalizujący się w dyscyplinie stosunków międzynarodowych oraz dyplomata, Ambasador RP w Zjednoczonych Emiratach Arabskich w latach 2011–2015. Obecnie profesor na Zayed University. Od 1999 łączy doświadczenie rządowe, dyplomatyczne z aktywnością naukową i dydaktyczną. Obecnie profesor na Zayed University .

## Życiorys

### Wykształcenie
W 1998 ukończył z wyróżnieniem jednolite studia magisterskie na Wydziale Politologii Uniwersytetu Marii Curie-Skłodowskiej w Lublinie. W 1999 został absolwentem Wyższego Kursu Obronnego Akademii Obrony Narodowej dla kadry kierowniczej w państwie. W 2000, jako najlepszy absolwent ukończył Podyplomowe Studium Bezpieczeństwa Narodowego organizowane przez Ministerstwo Obrony Narodowej, Biuro Bezpieczeństwa Narodowego i Uniwersytet Warszawski. 
W 2002 na Uniwersytecie Warszawskim na podstawie rozprawy naukowej pt. „Stany Zjednoczone Ameryki a Europejska Tożsamość Bezpieczeństwa i Obrony (ESDI)”, której promotorem był Stanisław Parzymies, uzyskał stopień naukowy doktora nauk humanistycznych w zakresie nauk o polityce. 
W 2007, na podstawie egzaminu do Państwowego Zasobu Kadrowego zorganizowanego przez Krajową Szkołę Administracji Publicznej, uzyskał kwalifikacje do pracy na wysokim stanowisku państwowym. W 2023, w Stanach Zjednoczonych ukończył studium polityki zagranicznej USA dla światowych naukowców, zorganizowane przez Departament Stanu USA, University of Delaware, University of Montana.

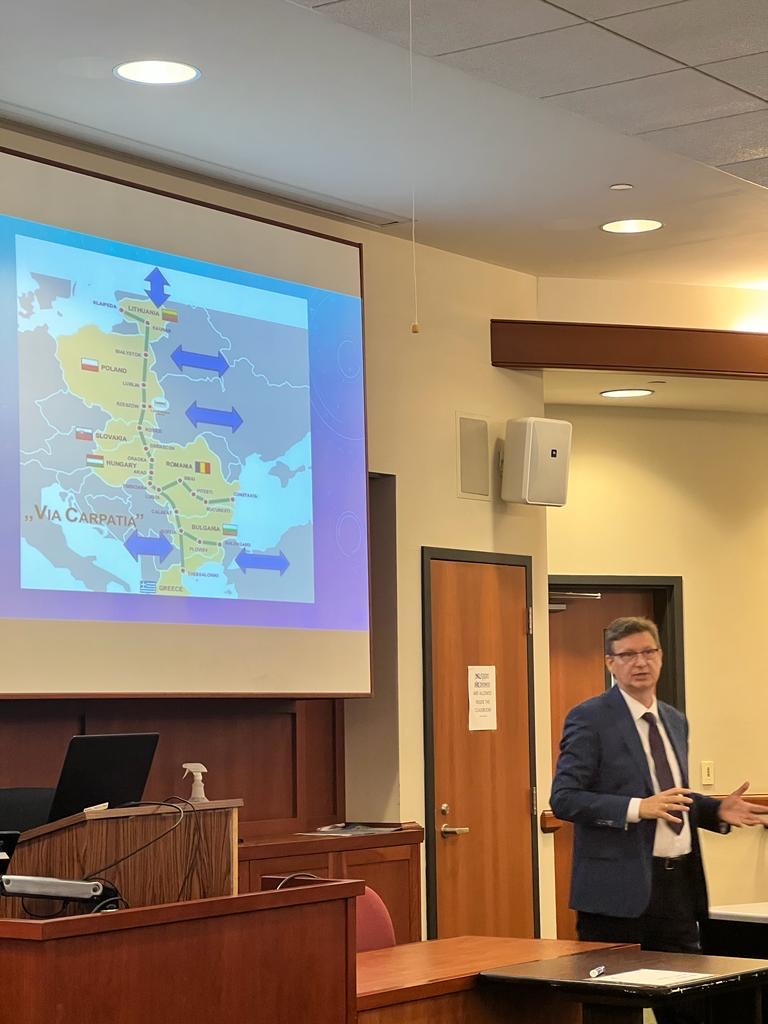
Adam Krzymowski na Uniwersytecie Delaware, Newark, 2023

### Aktywność zawodowa
Adam Krzymowski brał udział w strategicznych procesach dotyczących członkostwa Polski w Organizacji Traktatu Północnoatlantyckiego, Unii Europejskiej oraz Bliskiego Wschodu. W latach 1999-2008 pracował w Urzędzie Komitetu Integracji Europejskiej, gdzie awansował na kolejne stanowiska, aż do Głównego Specjalisty . W tym czasie brał udział w licznych konferencjach, w tym Future of North Atlantic Security Strategic Imperatives, na zaproszenie Naczelnego Dowódcy Sił Sojuszniczych NATO na Atlantyku (2000, Reykjavik); European Armament Industries, ESDP and Transatlantic Cooperation (2001, Paryż); the EU and NATO-Practical Progress and Prospects na zaproszenie Królewskiego Instytutu Spraw Międzynarodowych (2001, Londyn); Atlantic Partner or Regional Player? Europe’s Security oraz Defence Policy after September 11 (2001, Paryż); the Common Foreign and Security Policy of the EU, (2001, Paryż); NATO’s Research & Technology Organization on Real-Time Intrusion Detection, (2002, Estoril); Dual Enlargement: Security Policy Implications (2004, Tallinn); Economic Dimensions of Defence Institutions (2004, Berlin), obydwie na zaproszenie George C. Marshall European Centre for Security Studies ..  Adam Krzymowski w okresie 1999-2007 był członek Rządowego Zespołu ds. Pozamilitarnego Systemu Obronnego Państwa, a w latach 2006-2007 był również członkiem Rządowego Zespołu ds. Strategii Bezpieczeństwa Narodowego RPZgodnie z badaniami Anny Nowak, te zmiany miały charakter strukturalny.
W latach 2008-2015 pracował w Kancelarii Prezesa Rady Ministrów w Biurze Pełnomocnika Premiera ds. Dialogu Międzynarodowego   , jako Radca Prezesa Rady Ministrów. W 2008 roku reprezentował Polskę w pierwszej delegacji rządowo-parlamentarnej w Europejskiej Agencji Kosmicznej w Paryżu, mając wkład w przystąpieniu Polski do ESA .
Od 2 marca 2011 do 31 lipca 2015 był Ambasadorem Rzeczypospolitej Polskiej w Zjednoczonych Emiratach Arabskich i przedstawicielem w Międzynarodowej Agencji Energii Odnawialnej. Adam Krzymowski przyczynił się m.in. do otwarcia bezpośredniego połączenia lotniczego między Polską a ZEA oraz licznych wizyt wysokiego szczebla, w tym m.in., historycznej pierwszej wizyty członka rodziny królewskiej,ministra spraw zagranicznych ZEA w Polsce (maj 2011); wicepremiera, ministra gospodarki Polski w ZEA (styczeń 2012); premiera Polski w ZEA (kwiecień 2012); ministra gospodarki ZEA w Polsce (luty 2013); prezydenta Polski w ZEA (grudzień 2013); członka rodziny królewskiej, ministra spraw zagranicznych ZEA w Polsce (czerwiec 2014); wicepremiera, ministra gospodarki Polski w ZEA (kwiecień 2015); do historycznej pierwszej wizyty wiceprezydenta, premiera i władcy Dubaju w Polsce (czerwiec 2015 r.), który oprócz spotkania z prezydentem Polski spotkał się z prezydentem elektem, dla którego było to pierwsze oficjalne spotkanie z zagranicznym przywódcą. Adam Krzymowski przyczynił się również do utworzenia i zorganizowania pierwszego posiedzenia w Polsce Wspólnego Komitetu Gospodarczego (luty 2013 r.) oraz kolejnego, które odbyło się w kwietniu 2015 r. w ZEA. Podczas jego misji Ambasadora wymiana handlowa wzrosła z 316 mln USD do 1,3 mld USD       .
Ponadto jako Ambasador brał udział w pracach Wspólnej Rady UE-Rada Współpracy Zatoki Perskiej i Międzynarodowej Grupy Kontaktowej ds. Libii (2011), przewodniczył polskiej delegacji na pierwszym posiedzeniu Międzynarodowej Grupy Roboczej ds. Odbudowy Gospodarczej i Rozwoju Syrii (2012), uczestniczył w Międzynarodowej Grupie Kontaktowej ds. Afganistanu (2012), był przewodniczącym polskiej delegacji na spotkaniu Inicjatywy na rzecz Nierozprzestrzeniania Broni Masowego Rażenia (2013), reprezentował Polskę na Międzynarodowej Konferencji Przeciwdziałania Piractwu (2014), był przewodniczącym polskiej delegacji w Międzynarodowej Grupie Kontaktowej ds. Afganistanu (2015)  .

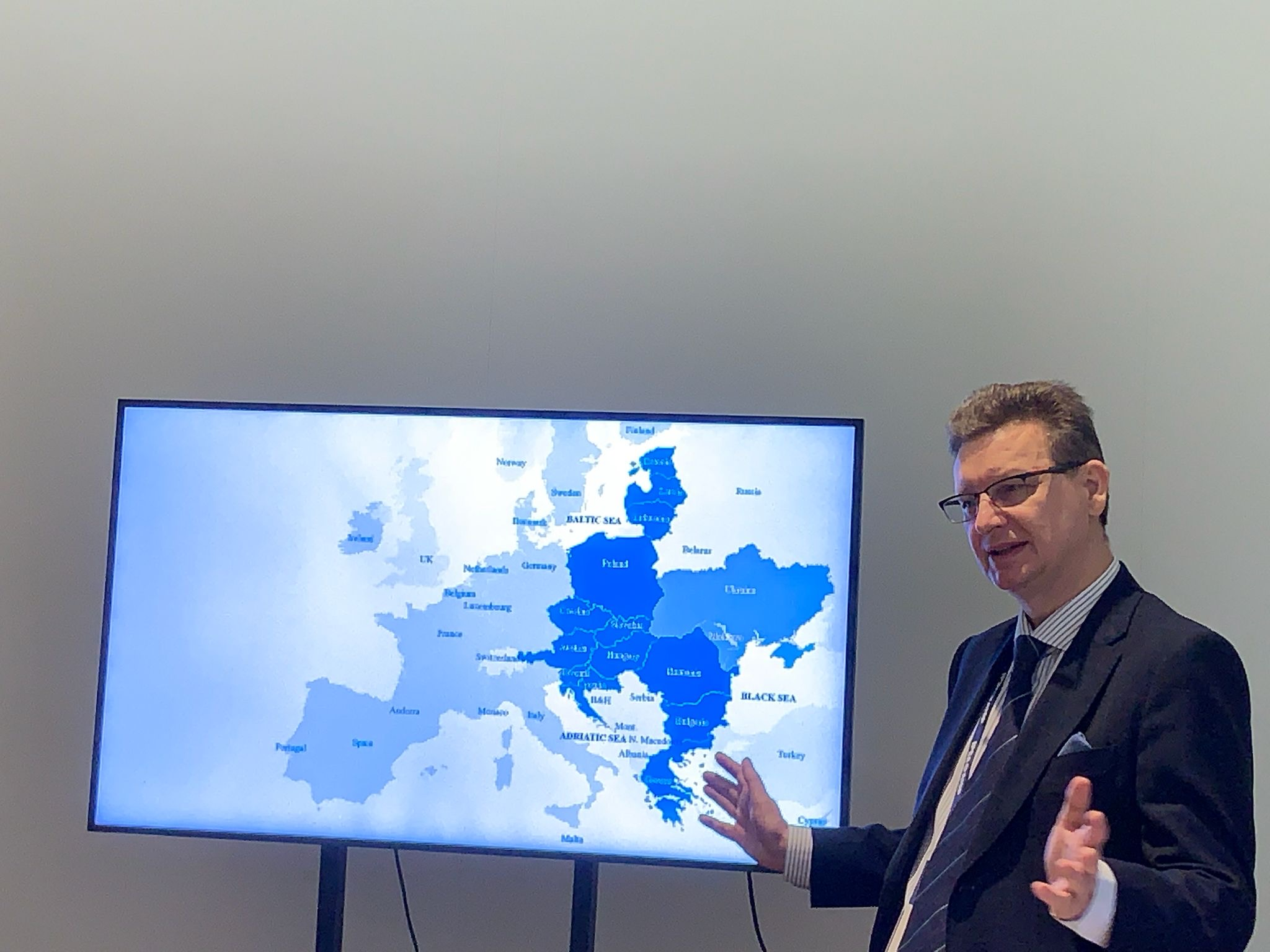
Adam Krzymowski, autor artykułu i prelegent na Światowym Kongresie Nauk Politycznych IPSA 2025, Seul, Korea Południowa

Po zakończeniu misji Ambasadora, na początku 2016 roku, objął stanowisko Starszego Doradcy Dyrektora Generalnego Expo 2020 w Dubaju. Został również członkiem Rady Powierniczej Strategic Advisory Centre for Economic and Future Studies w Abu Dhabi. Od początku 2020 roku jest profesorem na Zayed University, a od 2021 roku także członkiem Oxford Network of Peace Studies na Oxford University. W 2023 roku Adam Krzymowski ukończył Studium Polityki Zagranicznej Stanów Zjednoczonych, w ramach, których prowadził działalność badawczą na różnych uniwersytetach w USA, w tym na University of Delaware, Yale University, University of Pennsylvania, George Washington University, U.S. Naval Academy. Jako profesor prowadził wykłady na różnych uniwersytetach, w tym na Sorbonne University oraz New York University w Abu Dhabi, University of Sharjah (ZEA), London School of Economics and Political Science, Diplomatic Academy of Vienna, Chinese University of Hong Kong, oraz Catholic University of Santa Maria (Peru). Krzymowski jest autorem licznych publikacji naukowych na temat współczesnych zagadnień związanych z regionalną i globalną polityką bezpieczeństwa, międzynarodową polityką gospodarczą oraz polityką zagraniczną i dyplomacją
    
Od 2023 r. jest członkiem Academic Council on the United Nations System a od stycznia 2024 r. jest członkiem Międzynarodowej Rady Doradczej Hung Research Center for Hong Kong and Globalization. W lipcu 2025 roku podczas Światowego Kongresu Nauk Politycznych w Seulu w Korei, wygłosił referat nt. Central Eastern Europe - Three Seas Initiative and Gulf Cooperation Council Countries’ Impact on Transatlantic, Indo-Pacific Grand Strategies and Changing World Order .

## Podpisane umowy pomiędzy Polską a ZEA z jego zaangażowaniem
2012:
- Umowa o współpracy gospodarczej  [36] [37]

- Umowa o zniesieniu obowiązku wizowego dla posiadaczy paszportów dyplomatycznych

2013:
- Memorandum o porozumieniu między Ministerstwem Sportu i Turystyki RP a Głównym Urzędem ds. Młodzieży i Sportu ZEA w dziedzinie sportu  [38] [39]

- Memorandum o porozumieniu między Krajowym Nadzorem Finansów a Emirates Securities and Commodities Authority[40]

- Protokół zmieniający Umowę w sprawie unikania podwójnego opodatkowania i zapobiegania uchylaniu się od opodatkowania w zakresie podatków od dochodu i majątku[41]

- Protokół z I posiedzenia Wspólnej Komisji Gospodarczej Polska - Zjednoczone Emiraty Arabskie [42]

- List Intencyjny między Ministrem Spraw Wewnętrznych RP a Ministrem Obrony ZEA w sprawie współpracy w szkoleniu straży granicznej

2014:
- Memorandum o porozumieniu w sprawie konsultacji politycznych między Ministerstwem Spraw Zagranicznych RP i Ministerstwem Spraw Zagranicznych ZEA [43]

- Memorandum o porozumieniu w sprawie powołania Wspólnego Komitetu Współpracy między Rządem RP a Rządem ZEA

- Wynegocjowanie projektu Umowy o transporcie morskim (podpisanej w listopadzie 2019 r.) [44]

2015:
- Umowa o współpracy w dziedzinie turystyki

- Memorandum o porozumieniu w sprawie współpracy w dziedzinie szkolnictwa wyższego i badań naukowych [45]

- Memorandum o porozumieniu między Ministrem Gospodarki RP a Ministerstwem Gospodarki ZEA w zakresie małych i średnich przedsiębiorstw (MŚP) i Innowacji

- Memorandum o porozumieniu między Ministerstwem Rolnictwa i Rozwoju Wsi RP a Ministerstwem Środowiska i Wody ZEA w zakresie rolnictwa, bezpieczeństwa żywności, współpracy naukowo-badawczej oraz marketingu rolno-spożywczego

- Memorandum o porozumieniu między Uniwersytetem Medycznym w Lublinie a University of Sharjah [46]

- Protokół z II posiedzenia Wspólnej Komisji Gospodarczej Polska - Zjednoczone Emiraty Arabskie

## Wybrane publikacje
Monografie:
- Krzymowski, A. (2021). Europe’s Strategic Autonomy in a Transatlantic Context at the Turn of the Centuries. Wydawnictwo WSGK (ISBN 978-83-63484-50-7).[47] [48]

- Krzymowski, A. (2017). Poland & United Arab Emirates-25 Years of Diplomatic Relations. Qindeel (ISBN:978-9948-23-483-8), Exeter UK, Dubai UAE.[49]

- Krzymowski, A. (2016). Stany Zjednoczone Ameryki Północnej w procesie budowy europejskiej autonomii strategicznej (1945-2001). Oficyna Wydawnicza ASPRA (ISBN: 978-83-7545-692-9), Warszawa.[50]

- Krzymowski, A., Białobłocki, Z. (2005). Wspólna Polityka Zagraniczna i Bezpieczeństwa Unii Europejskiej w aspekcie stosunków transatlantyckich. Wydawnictwo WSGK (ISBN: 83-914971-7-8), Kutno.[51]

Rozdziały książek:
- Krzymowski, A. (2025). Sustainability from the Abraham Accords Countries’ Perspective. In R. Brinkmann & C. Wityi Oo (Eds.), Palgrave Handbook of Practical Sustainability (pp. 93-111). Palgrave Macmillan.[52][53]

- Krzymowski, A. (2008). Geostrategiczne uwarunkowania integracji europejskiej [w:] Europa Środkowo-Wschodnia w Procesie Integracji, ss. 55-76 (red.) Z. Białobłocki, M. Leczyk. Wydawnictwo WSGK (ISBN:978-83-923280-3-2), Kutno.[54]

- Krzymowski, A. (2008). Rozdział X: Gospodarka (46 haseł dot. prawa i organizacji międzynarodowych) w Leksykon Obywatela. Wydawnictwo C.H. Beck (ISBN 978-83-7483-933-4), Warszawa.[55]

Artykuły naukowe:
- Krzymowski, A. (2024). The United Arab Emirates’ Economic Diversification Through the Space Sector and Its Diplomacy. Virtual Economics, 7(4), 30-47.doi.org/10.34021/ve.2024.07.04(2).[56]

- Krzymowski, A. (2024). India-Middle East-Europe Economic Corridor in strategic connection with the Abraham Accords and the Three Seas Initiative. Journal of International Studies, 17(4),179-194. doi:10.14254/2071-8330.2024/174/11.[57]

- Krzymowski, A. (2023). Strategic Significance of Joint Committees for Cooperation between Three Seas Initiatives Countries and the United Arab Emirates. Przegląd Strategiczny (Strategic Review), 13(16), 119-140.DOI: 10.14746/ps.2023.1.9.[58]

- Krzymowski, A. (2023). Western Balkans Geopolitical Significance: The United Arab Emirate’s Perspective. Balkan Social Science Review, 21(21), 167-197. DOI: 10.46763/BSSR2321167k [59]

- Krzymowski, A. (2022). Energy Transformation and the UAE Green Economy: Trade Exchange and Relations with Three Seas Initiative Countries. Energies, 15(22), 8410. DOI: 10.3390/en15228410[60]

- Krzymowski, A. (2022). Role and Significance of the United Arab Emirates’ Foreign Aid for its Soft Power Strategy and Sustainable Development Goals. Social Sciences, 11(2), 11-18. DOI: 10.3390/socsci11020048[61]

- Krzymowski, A. (2022). The Baltic States of the Three Seas Initiative: Estonia, Latvia and Lithuania in Creative Relations with the United Arab Emirates. Creativity Studies, 15(1), 40-57 DOI:10.3846/cs.2022.13867[62]

## Zobacz także
- Poland–United Arab Emirates relations(inne języki)